# Threatened
Threatened – szesnasty utwór Michaela Jacksona z albumu Invincible. Piosenka jest dedykowana "Guru efektów specjalnych", Rickowi Bakerowi.
Utwór pojawia się w filmie Michael Jackson's This Is It.

## Szczegółowe informacje
Wokal: Michael Jackson 

Tekst i muzyka: Michael Jackson, Rodney Jerkins, Fred Jerkins III i LaShawn Daniels 

Producent: Michael Jackson i Rodney Jerkins

Wszystkie instrumenty: Michael Jackson i Rodeny Jerkins

Mix: Bruce Swedien, Rodney Jerkins i Stuard Brawley